# Benzalkoniumchlorid
Benzalkoniumchlorid (též známý jako alkyldimethylbenzylamoniumchlorid, N-alkyl-N-benzyl-N,N-dimethylamoniumchlorid nebo ADBAC; CAS 68424-85-1) je směs alkylbenzyldimethylamoniových chloridů s různými sudými délkami alkylových řetězců. Tento produkt je směs dusíkatých kationtově povrchově aktivních látek (tenzidů) patřících do skupiny kvartérních amoniových solí. Mají tři hlavní oblasti použití: jako biocidy, kationové tenzidy a Katalyzátor fázového přenosu v chemickém průmyslu.

## Vlastnosti
Benzalkoniumchlorid je dobře rozpustný v ethanolu a acetonu. I když je rozpouštění ve vodě pomalé, s vodnými roztoky se snadněji zachází a jsou proto preferovány. pH roztoků se pohybuje od neutrální do mírně zásadité oblasti, od čiré barvy po bledě žlutou; při protřepání silně pění, mají hořkou chuť a slabou mandlovou vůni, která je zjistitelná jen v koncentrovaných roztocích.

## Použití
V Evropské unii je ADBAC schválen pro použití v konzervačních přípravcích na dřevo, konzervantech pro plechové konzervy (kromě potravin a krmiv), konzervantech kapalin pro obrábění kovů, insekticidech, akaricidech, repelentech, atraktantech a protihnilobných přípravcích. Používá se také jako účinná látka v antiseptických přípravcích.

## Bezpečnost
ADBAC je vysoce toxický pro ryby (LC50 = 280 μg/l a.i.), velmi vysoce toxický pro vodní bezobratlé živočichy (LC50 = 5,9 μg/l a.i.), mírně toxický pro ptáky (LD50 = 136 mg/kg) a slabě toxický pro savce.
Roztoky benzalkoniumchloridu o koncentraci 10 % a více jsou pro člověka toxické, způsobují podráždění kůže a sliznic, a případně až smrt při vnitřním podání.
Benzalkoniumchlorid je alergenní a různé studie mají pochybnosti o jeho reputaci ohledně bezpečnosti. U některých produktů bylo ve světle těchto výzkumů změněno složení, stále se však ADBAC široce používá v očních lázních, nosních sprejích, čističích rukou a obličeje, ústních vodách, spermicidních krémech a různých dalších čističích, sanitizérech a dezinfekčních přípravcích. Výrobci volně prodejných umělých slz a očních lázní se začali obávat chemické citlivosti při jejich dlouhodobém denním používání a proto v některých výrobcích použili namísto ADBAC jako konzervant látku EDTA. Někteří vyrábějí oční kapky pro citlivé oči v lahvičkách k jednorázovému použití bez jakékoli chemické konzervace. Existují i obavy, že dlouhodobé používání ADBAC jako konzervantu v nosních sprejích může způsobovat zduření sliznice a vést k medikamentózní rýmě (rhinitis medicamentosa).